# Arkum
Arkum is een buurtschap annex gehucht in de gemeente Súdwest-Fryslân, in de Nederlandse provincie Friesland. De buurtschap ligt aan de gelijknamige weg tussen Tjerkwerd en Dedgum. De buurtschap bestaat uit een cluster van bij elkaar gelegen boerderijen. Arkum heeft dezelfde postcode als Tjerkwerd. Aan de westzijde bevinden zich de Workumertrekvaart en de Provinciale weg 359. Ten noordoosten ligt de buurtschap Jonkershuizen.

## Geschiedenis
Arkum is ontstaan op een terp, deze terp werd later afgegraven. In januari 2012 vonden er archeologische opgravingen plaats. Bij deze opgravingen werden de resten van de huisterp gevonden en kwam vondstmateriaal (met name aardewerk) tevoorschijn dat waarschijnlijk afkomstig is uit de eerste drie eeuwen na Christus.
Ondanks dat het een oude plaats was duikt de plaatsnaam pas in 1664 voor het eerst op als Arcum. Vanaf 18e eeuw is de schrijfwijze Arkum. Waar de naam precies op duidt is onduidelijk wegens het ontbreken van oudere benamingen. Maar mogelijk wijst de plaatsnaam naar de woonplaats (heem-um) van de persoon Arke, of Adrik.
De Arkumerpolder lag in de hoek van de Opvaart met de Workumertrekvaart en de laan van Arkum naar de Dedgummerdijk. Van deze Arkumerlaan is alleen nog een  dijkje over. 
In 1978 werd een deel van het gebied bij Tjerkwerd toegevoegd. Tot 2011 behoorde Arkum tot de voormalige gemeente Wonseradeel.
Steden: Bolsward · Hindeloopen · IJlst · Sneek · Stavoren · Workum

Dorpen en gehuchten: Abbega · Allingawier · Arum · Blauwhuis · Bozum · Breezanddijk · Britswerd · Burgwerd · Cornwerd · Dedgum · Deersum · Edens · Exmorra · Ferwoude · Folsgare · Gaast · Gaastmeer · Gauw · Goënga · Greonterp · Hartwerd · Heeg · Hemelum · Hennaard · Hichtum · Hidaard · Hieslum · Hommerts · Idsegahuizum · IJsbrechtum · Indijk · It Heidenskip · Itens · Jutrijp · Kimswerd · Kornwerderzand · Koudum · Kubaard · Loënga · Lollum · Longerhouw · Lutkewierum · Makkum · Molkwerum · Nijhuizum · Nijland · Offingawier · Oosterend · Oosterwierum · Oosthem · Oppenhuizen · Oudega · Parrega · Piaam · Pingjum · Poppingawier · Rauwerd · Rien · Roodhuis · Sandfirden · Scharl · Scharnegoutum · Schettens · Schraard · Sijbrandaburen · Terzool · Tirns · Tjalhuizum · Tjerkwerd · Uitwellingerga · Waaxens · Warns · Westhem · Wieuwerd · Witmarsum · Wolsum · Wommels · Wons · Woudsend · Zurich

Buurtschappen: Abbegaasterketting · Anneburen · Arkum · Atzeburen · Baarderburen · Baburen · Bernsterburen · De Bieren · De Blokken · De Hel · De Grits · De Kat · De Klieuw · De Polle · De Wieren · Dijksterburen · Doniaburen · Draaisterhuizen · Driehuizen · Eemswoude · Engwerd · Engwier · Exmorrazijl · Feyteburen · Flansum · Galamadammen · Gooium · Grauwe Kat · Grote Wiske · Grotewierum · Harkezijl · Hayum · Hemert · Hidaarderzijl · Hoekens · Hornsterburen · Idzega · Idserdaburen · Indijk (Bozum) · Jet · Jonkershuizen · Jousterp · Jouswerd · Kampen · Kleine Gaastmeer · Kleine Wiske · Kleiterp · Kooihuizen · Koufurderrige  · Kromwal · Koudehuizum · Laaxum · Laad en Zaad · Lippenwoude · Lytshuizen · Makkum (Bozum) · Meilahuizen · Montsamaburen · Nijeburen · Nijeklooster · Nijezijl · Oosthem (Witmarsum) · Osingahuizen · Piekezijl · Remswerd · Rijtseterp · Scharneburen · Schrok · Sieswerd · Sjungadijk · Smallebrugge · Sotterum · Speers  · Strand · Swaanwerd · Swarte Beien · Tsjerkebuorren · Vierhuizen · Viersprong · Vijfhuis · Vissersburen  · Het Vliet· Westerlittens · Wolsumerketting · Wonneburen · Ypecolsga

 Voormalige buurtschappen: Aaksens · Angterp · De Band · Barsum · De Bird · Bittens · Bloemkamp · Bootland · Bovenburen · Doniawier · Goëngamieden · Hiddum · Houw · Knossens · De Nes · Ottenburen · Sandfirderrijp · Slijp · Spijk · De Weeren 

Friesland: Steden en dorpen      Nederland: Provincies · Gemeenten